# Liste der Monuments historiques in Baguer-Pican
Die Liste der Monuments historiques in Baguer-Pican führt die Monuments historiques in der französischen Gemeinde Baguer-Pican auf.

## Liste der Objekte
| Bezeichnung                      | Beschreibung                                          | Standort                       | Kennzeichnung | Schutzstatus | Datum | Bild |
| -------------------------------- | ----------------------------------------------------- | ------------------------------ | ------------- | ------------ | ----- | ---- |
| Beichtstuhl Nr. 2                | Holz, Anfang des 19. Jahrhunderts                     | in der Kirche St-Martin (Lage) | PM35002180    | Inscrit      | 1988  |      |
| Weihrauchfass                    | Silber, Anfang des 19. Jahrhunderts                   | in der Kirche St-Martin (Lage) | PM35002187    | Inscrit      | 1988  |      |
| Adlerlesepult                    | Holz, bemalt und vergoldet, 18. Jahrhundert           | in der Kirche St-Martin (Lage) | PM35000023    | Classé       | 1977  |      |
| Zwei Retabel, zwei Absperrgitter | Holz, bemalt und vergoldet, Schmiedeeisen, 1833       | in der Kirche St-Martin (Lage) | PM35002177    | Inscrit      | 1988  |      |
| Liturgische Geräte               | Silber, 1828 und 1838                                 | in der Kirche St-Martin (Lage) | PM35002188    | Inscrit      | 1988  |      |
| Kelch                            | Silber, vergoldet, 1838                               | in der Kirche St-Martin (Lage) | PM35002189    | Inscrit      | 1988  |      |
| Ziborium Nr. 1                   | Silber, vergoldet, 1838                               | in der Kirche St-Martin (Lage) | PM35002190    | Inscrit      | 1988  |      |
| Hauptaltar                       | Holz und Stuck, bemalt und vergoldet, 1844            | in der Kirche St-Martin (Lage) | PM35001604    | Inscrit      | 1977  |      |
| Ölgemälde mit Rahmen: Grablegung | 1876                                                  | in der Kirche St-Martin (Lage) | PM35002182    | Inscrit      | 1988  |      |
| Altarkreuz                       | Messing, vergoldet, Ende des 18. Jahrhunderts         | in der Kirche St-Martin (Lage) | PM35002185    | Inscrit      | 1988  |      |
| Monstranz                        | Silber, vergoldet, 1838                               | in der Kirche St-Martin (Lage) | PM35002186    | Inscrit      | 1988  |      |
| Kasel                            | Stoff, um 1800                                        | in der Kirche St-Martin (Lage) | PM35002192    | Inscrit      | 1988  |      |
| Osterleuchter                    | Holz, 17. Jahrhundert                                 | in der Kirche St-Martin (Lage) | PM35002179    | Inscrit      | 1988  |      |
| Vier Kerzenständer auf dem Altar | Messing, vergoldet, Ende des 18. Jahrhunderts         | in der Kirche St-Martin (Lage) | PM35002184    | Inscrit      | 1988  |      |
| Zoborium Nr. 2                   | Silber, vergoldet, 1840                               | in der Kirche St-Martin (Lage) | PM35002191    | Inscrit      | 1988  |      |
| Chorschranke                     | Schmiedeeisen, 1833                                   | in der Kirche St-Martin (Lage) | PM35002178    | Inscrit      | 1988  |      |
| Acht Bleiglasfenster             | Atelier Lecomte et Colin, Ende des 19. Jahrhunderts   | in der Kirche St-Martin (Lage) | PM35002181    | Inscrit      | 1988  |      |
| Skulptur Madonna mit Kind        | Holz, bemalt und vergoldet, Ende des 19. Jahrhunderts | in der Kirche St-Martin (Lage) | PM35002183    | Inscrit      | 1988  |      |